# فيكتور مانويل
فيكتور مانويل (بالإسبانية: Víctor Manuel)‏ هو مغن مؤلف ومغني إسباني، ولد في 7 يوليو 1947 في مييريس في إسبانيا.

## وصلات خارجية
- الموقع الرسمي
- فيكتور مانويل على موقع IMDb (الإنجليزية)
- فيكتور مانويل على موقع ميوزك برينز (الإنجليزية)
- فيكتور مانويل على موقع أول موفي (الإنجليزية)
- فيكتور مانويل على موقع قاعدة بيانات الأفلام السويدية (السويدية)
- فيكتور مانويل على موقع ديسكوغز (الإنجليزية)
- فيكتور مانويل على موقع ديسكوغز (الإنجليزية)
- فيكتور مانويل على موقع قاعدة بيانات الفيلم (الإنجليزية)
- فيكتور مانويل على موقع كينوبويسك (الروسية)